# Serena Williams
Serena Jameka Williams (sinh ngày 26 tháng 9 năm 1981) là một cựu vận động viên quần vợt người Mỹ đã từng xếp hạng số 1 thế giới. Cô đã giành được 23 danh hiệu Grand Slam đơn, lần gần đây nhất là giải Giải quần vợt Úc Mở rộng 2017, vượt qua kỷ lục của Steffi Graf và đứng sau Margaret Court (24) trong Kỷ nguyên Mở rộng. Cô cũng là tay vợt vô địch giải Mỹ Mở rộng nhiều nhất cùng với đồng hương Chris Evert cùng có 6 lần đăng quang.
Serena Williams là em gái của cựu số 1 thế giới Venus Williams (sở hữu 7 danh hiệu Grand Slam). Ở nội dung đánh đôi Serena Williams cùng chị gái cũng đã giành 14 danh hiệu ở cả bốn giải Grand Slam cùng với thành tích bất bại ở cả 14 trận chung kết. Ở nội dung đôi nam nữ cô cũng đã 4 lần vào chung kết ở 4 Grand Slam và có 2 danh hiệu ở Wimbledon và Mỹ Mở rộng. Hiện cô là tay vợt nữ hàng đầu của thế giới (có tổng số tiền thưởng cao nhất mọi thời đại). Cô cũng chính là tay vợt lớn tuổi nhất giành được danh hiệu Grand Slam
Serena Williams được biết đến với những quả giao bóng uy lực và chính xác cùng những pha điều bóng hay đánh bóng mạnh mẽ. Ở WTA Tour Championships, giải đấu dành cho 8 tay vợt xuất sắc nhất năm của WTA, Serena Williams cũng xuất sắc giành đến 5 chức vô địch và với 3 năm liên tiếp bảo vệ thành công ngôi vô địch lần gần nhất là năm 2014, với chiến thắng này đã giúp Serena Williams vượt qua huyền thoại Chris Evert và san bằng kỷ lục của huyền thoại Steffi Graf và chỉ kém người đang đứng đầu là huyền thoại Martina Navratilova. Ở đấu trường Thế vận hội cô xuất sắc giành 3 HCV nội dung đôi nữ và 1 HCV nội dung đơn cho tuyển quần vợt Mỹ. Tại giải quần vợt nam nữ hỗn hợp Hopman Cup dành cho các đội tuyển quần vợt của các nước trên thế giới cô cũng đã 2 lần vô địch vào các năm 2003 và 2008. Cô được xem là tượng đài của làng quần vợt Mỹ cũng như của thế giới. Hiện tại cô được xem như là 1 huyền thoại sống của quần vợt nữ thế giới. Cô cũng là một trong những tay vợt nữ xuất sắc nhất mọi thời đại và cũng là một trong 4 tay vợt ngự trị trên ngôi vị số 1 nhiều nhất với 302 tuần, xếp thứ 2 mọi thời đại. Cô hiện sống tại Ballenisles ở Palm Beach Gardens, Florida, Hoa Kỳ.

## Sự nghiệp
Serena đã học quần vợt từ cha cô tại các sân quần vợt công cộng ở Los Angeles và lên chuyên nghiệp vào năm 1995, một năm sau chị gái Venus. Sở hữu những cú giao bóng mạnh mẽ và những cú chạm bóng và tinh thần thể thao tuyệt vời, hai chị em sớm thu hút nhiều sự chú ý. Nhiều người dự đoán Venus sẽ là chị em nhà Williams đầu tiên giành được danh hiệu Grand Slam, nhưng chính Serena là người đã hoàn thành kỳ tích, giành chiến thắng tại Mỹ mở rộng 1999. Tại giải đấu đó, hai chị em đã giành chiến thắng ở nội dung đánh đôi, và trong suốt sự nghiệp, hai người đã hợp tác để giành 14 danh hiệu đôi Grand Slam.
Tại Olympic 2000 ở Sydney, Úc, Serena và Venus đã giành huy chương vàng đôi nữ. Sau nhiều năm chơi không nhất quán, Serena đã khẳng định mình vào năm 2002 và giành chiến thắng tại Pháp mở rộng, Mỹ mở rộng và Wimbledon, đánh bại Venus trong trận chung kết của mỗi giải đấu. Được biết đến với sự kiên cường mãnh liệt của mình, Serena đã vô địch Úc mở rộng năm 2003 và do đó đã hoàn thành một sự nghiệp Grand Slam bằng cách giành chiến thắng trong cả bốn giải đấu Grand Slam. Năm 2005, Serena đã vô địch Úc mở rộng một lần nữa. Mặc dù mắc phải chấn thương vào năm sau, cô đã hồi sinh vào năm 2007 để giành chức vô địch Úc mở rộng thứ ba. Serena và Venus đã giành huy chương vàng quần vợt đôi thứ hai của họ tại Olympic 2008 ở Bắc Kinh. Cuối năm đó, Serena đã giành chiến thắng tại Mỹ mở rộng lần thứ ba. Năm 2009, cô đã giành được danh hiệu Grand Slam thứ 10 của mình bằng cách giành chiến thắng tại Úc mở rộng. Cuối năm đó, cô đã giành được danh hiệu  Wimbledon thứ ba, một lần nữa đánh bại chị gái mình. Serena bảo vệ danh hiệu của mình tại Australian Open và Wimbledon vào năm 2010. Sau đó, cô đã chiến đấu với nhiều vấn đề sức khỏe khác nhau khiến cô phải nghĩ thi đấu trong gần một năm.
Năm 2012, cô đã giành được danh hiệu Wimbledon thứ năm của mình. Một tháng sau tại Olympic Luân Đôn, Serena đã giành huy chương vàng trong nội dung đánh đơn, trở thành người nữ tay vợt thứ hai (sau Steffi Graf) giành được giải Golden Slam trong sự nghiệp. Cô cũng hợp tác với Venus để giành chiến thắng trong nội dung đánh đôi. Cuối năm đó, Serena giành danh hiệu Grand Slam thứ 15 của cô với chiến thắng tại Mỹ mở rộng. Năm 2013, cô đã giành được chức vô địch đơn giải Pháp mở rộng thứ hai và danh hiệu thứ năm của Mỹ mở rộng. Williams đã bảo vệ thành công chức vô địch Mỹ mở rộng của mình vào năm 2014, với 18 danh hiệu Grand Slam trong sự nghiệp, cùng với Chris Evert và Martina Navratilova trở thành tay vợt nữ giành nhiều danh hiệu Grand Slam thứ ba trong kỷ nguyên mở. Năm sau, cô đã giành được giải Úc mở rộng thứ sáu. Williams sau đó đã giành chức vô địch Pháp mở rộng 2015 với tổng số 20 lần vô địch đơn Grand Slam. Cô tiếp tục chuỗi trận chiến thắng của mình tại Wimbledon, giành chiến thắng trong một trận chung kết liên tiếp để giành được danh hiệu đơn thứ sáu trong sự nghiệp Wimbledon. Williams một lần nữa giành được Wimbledon vào năm 2016, mang lại cho cô 22 danh hiệu Grand Slam đơn trong sự nghiệp, gắn liền với Graf cho hầu hết các Slam trong kỷ nguyên mở cho cả  nữ và nam. Williams đã phá kỷ lục Graf, tại giải Úc mở rộng 2017, nơi cô đã đánh bại chị gái Venus trong trận chung kết.

## Thống kê sự nghiệp
| Giải            | 1998 | 1999 | 2000 | 2001 | 2002 | 2003 | 2004 | 2005 | 2006 | 2007 | 2008 | 2009 | 2010 | 2011 | 2012 | 2013 | 2014 | 2015 | 2016 | SR      | W–L    |
| --------------- | ---- | ---- | ---- | ---- | ---- | ---- | ---- | ---- | ---- | ---- | ---- | ---- | ---- | ---- | ---- | ---- | ---- | ---- | ---- | ------- | ------ |
| Australian Open | V2   | 3R   | V4   | TK   | A    | VĐ   | A    | VĐ   | 3R   | VĐ   | TK   | VĐ   | VĐ   | A    | V4   | TK   | V4   | VĐ   | CK   | 5 / 13  | 58–8   |
| French Open     | V4   | 3R   | A    | TK   | VĐ   | BK   | TK   | A    | A    | TK   | 3R   | TK   | TK   | A    | 1R   | VĐ   | V2   | VĐ   |      | 2 / 12  | 46–10  |
| Wimbledon       | 3R   | A    | BK   | TK   | VĐ   | VĐ   | CK   | 3R   | A    | TK   | CK   | VĐ   | VĐ   | V4   | VĐ   | V4   | 3R   | VĐ   |      | 5 / 14  | 70–9   |
| US Open         | 3R   | VĐ   | TK   | CK   | VĐ   | A    | TK   | V4   | V4   | TK   | VĐ   | BK   | A    | CK   | VĐ   | VĐ   | VĐ   | SF   |      |         | 65–9   |
| Thắng–Thua      | 8–4  | 11–2 | 12–3 | 18–4 | 21–0 | 19–1 | 14–3 | 12–2 | 5–2  | 19–3 | 19–3 | 23–2 | 18–1 | 9–2  | 17–2 | 14–2 | 13–3 |      |      | 16 / 52 | 236–36 |

## Các trận chung kết Grand Slam

#### Đơn nữ: 30 (23–7)
| Kết quả | Năm  | Giải                | Mặt sân | Đối thủ             | Tỉ số               |
| ------- | ---- | ------------------- | ------- | ------------------- | ------------------- |
| Vô địch | 1999 | US Open             | Cứng    | Martina Hingis      | 6–3, 7–6(7–4)       |
| Á quân  | 2001 | US Open             | Cứng    | Venus Williams      | 2–6, 4–6            |
| Vô địch | 2002 | French Open         | Clay    | Venus Williams      | 7–5, 6–3            |
| Vô địch | 2002 | Wimbledon           | Cỏ      | Venus Williams      | 7–6(7–4), 6–3       |
| Vô địch | 2002 | US Open (2)         | Cứng    | Venus Williams      | 6–4, 6–3            |
| Vô địch | 2003 | Australian Open     | Cứng    | Venus Williams      | 7–6(7–4), 3–6, 6–4  |
| Vô địch | 2003 | Wimbledon (2)       | Cỏ      | Venus Williams      | 4–6, 6–4, 6–2       |
| Á quân  | 2004 | Wimbledon           | Cỏ      | Maria Sharapova     | 1–6, 4–6            |
| Vô địch | 2005 | Australian Open (2) | Cứng    | Lindsay Davenport   | 2–6, 6–3, 6–0       |
| Vô địch | 2007 | Australian Open (3) | Cứng    | Maria Sharapova     | 6–1, 6–2            |
| Á quân  | 2008 | Wimbledon (2)       | Cỏ      | Venus Williams      | 5–7, 4–6            |
| Vô địch | 2008 | US Open (3)         | Cứng    | Jelena Janković     | 6–4, 7–5            |
| Vô địch | 2009 | Australian Open (4) | Cứng    | Dinara Safina       | 6–0, 6–3            |
| Vô địch | 2009 | Wimbledon (3)       | Cỏ      | Venus Williams      | 7–6(7–3), 6–2       |
| Vô địch | 2010 | Australian Open (5) | Cứng    | Justine Henin       | 6–4, 3–6, 6–2       |
| Vô địch | 2010 | Wimbledon (4)       | Cỏ      | Vera Zvonareva      | 6–3, 6–2            |
| Á quân  | 2011 | US Open (2)         | Cứng    | Samantha Stosur     | 2–6, 3–6            |
| Vô địch | 2012 | Wimbledon (5)       | Cỏ      | Agnieszka Radwańska | 6–1, 5–7, 6–2       |
| Vô địch | 2012 | US Open (4)         | Cứng    | Victoria Azarenka   | 6–2, 2–6, 7–5       |
| Vô địch | 2013 | French Open (2)     | Clay    | Maria Sharapova     | 6–4, 6–4            |
| Vô địch | 2013 | US Open (5)         | Cứng    | Victoria Azarenka   | 7-5, 6–7(6–8), 6–1  |
| Vô địch | 2014 | US Open (6)         | Cứng    | Caroline Wozniacki  | 6–3, 6–3            |
| Vô địch | 2015 | Australian Open (6) | Cứng    | Maria Sharapova     | 6–3, 7–6 (5)        |
| Vô địch | 2015 | French Open (3)     | Clay    | Lucie Šafářová      | 6–3, 6–7 (6–2), 6–2 |
| Vô địch | 2015 | Wimbledon(6)        | Cỏ      | Garbiñe Muguruza    | 6–4, 6–4            |

### Đôi nữ: 13 (13–0)
| Outcome | Năm  | Championship        | Surface | Partner        | Opponents                           | Score              |
| ------- | ---- | ------------------- | ------- | -------------- | ----------------------------------- | ------------------ |
| Vô địch | 1999 | French Open         | Clay    | Venus Williams | Martina Hingis Anna Kournikova      | 6–3, 6–7(2–7), 8–6 |
| Vô địch | 1999 | US Open             | Cứng    | Venus Williams | Chanda Rubin Sandrine Testud        | 4–6, 6–1, 6–4      |
| Vô địch | 2000 | Wimbledon           | Cỏ      | Venus Williams | Julie Halard-Decugis Ai Sugiyama    | 6–3, 6–2           |
| Vô địch | 2001 | Australian Open     | Cứng    | Venus Williams | Lindsay Davenport Corina Morariu    | 6–2, 2–6, 6–4      |
| Vô địch | 2002 | Wimbledon (2)       | Cỏ      | Venus Williams | Virginia Ruano Pascual Paola Suárez | 6–2, 7–5           |
| Vô địch | 2003 | Australian Open (2) | Cứng    | Venus Williams | Virginia Ruano Pascual Paola Suárez | 4–6, 6–4, 6–3      |
| Vô địch | 2008 | Wimbledon (3)       | Cỏ      | Venus Williams | Lisa Raymond Samantha Stosur        | 6–2, 6–2           |
| Vô địch | 2009 | Australian Open (3) | Cứng    | Venus Williams | Daniela Hantuchová Ai Sugiyama      | 6–3, 6–3           |
| Vô địch | 2009 | Wimbledon (4)       | Cỏ      | Venus Williams | Samantha Stosur Rennae Stubbs       | 7–6(7–4), 6–4      |
| Vô địch | 2009 | US Open (2)         | Cứng    | Venus Williams | Cara Black Liezel Huber             | 6–2, 6–2           |
| Vô địch | 2010 | Australian Open (4) | Cứng    | Venus Williams | Cara Black Liezel Huber             | 6–4, 6–3           |
| Vô địch | 2010 | French Open (2)     | Clay    | Venus Williams | Květa Peschke Katarina Srebotnik    | 6–2, 6–3           |
| Vô địch | 2012 | Wimbledon (5)       | Cỏ      | Venus Williams | Andrea Hlaváčková Lucie Hradecká    | 7–5, 6–4           |

### Đôi nam nữ: 4 (2–2)
| Outcome | Năm  | Championship    | Surface | Partner    | Opponents                       | Score              |
| ------- | ---- | --------------- | ------- | ---------- | ------------------------------- | ------------------ |
| Á quân  | 1998 | French Open     | Clay    | Luis Lobo  | Justin Gimelstob Venus Williams | 4–6, 4–6           |
| Vô địch | 1998 | Wimbledon       | Cỏ      | Max Mirnyi | Mahesh Bhupathi Mirjana Lučić   | 6–4, 6–4           |
| Vô địch | 1998 | US Open         | Cứng    | Max Mirnyi | Patrick Galbraith Lisa Raymond  | 6–2, 6–2           |
| Á quân  | 1999 | Australian Open | Cứng    | Max Mirnyi | David Adams Mariaan de Swardt   | 4–6, 6–4, 6–7(5–7) |

## Danh hiệu Grand Slam đôi nữ

### Vô địch (13)
| Năm  | Giải                | Người đánh cặp | Đối thủ trận chung kết              | Tỉ số         |
| 1999 | Pháp Mở rộng        | Venus Williams | Martina Hingis Anna Kournikova      | 6–3, 6–7, 8–6 |
| 1999 | Mỹ Mở rộng          | Venus Williams | Chanda Rubin Sandrine Testud        | 4-6, 6-1, 6-4 |
| 2000 | Wimbledon           | Venus Williams | Julie Halard-Decugis Ai Sugiyama    | 6-3, 6-2      |
| 2001 | Úc Mở rộng          | Venus Williams | Lindsay Davenport Corina Morariu    | 6-2, 4-6, 6-4 |
| 2002 | Wimbledon (2)       | Venus Williams | Virginia Ruano Pascual Paola Suárez | 6-2, 7-5      |
| 2003 | Australian Open (2) | Venus Williams | Virginia Ruano Pascual Paola Suárez | 4-6, 6-4, 6-3 |
| 2008 | Wimbledon (3)       | Venus Williams | Samantha Stosur Lisa Raymond        | 6–2, 6–2      |
| 2009 | Australian Open (3) | Venus Williams | Daniela Hantuchová Ai Sugiyama      | 6–3, 6-3      |
| 2009 | Wimbledon (4)       | Venus Williams | Samantha Stosur Rennae Stubbs       | 7–6(7–4), 6–4 |
| 2009 | US Open (2)         | Venus Williams | Cara Black Liezel Huber             | 6–2, 6–2      |
| 2010 | Australian Open (4) | Venus Williams | Cara Black Liezel Huber             | 6–4, 6–3      |
| 2010 | French Open (2)     | Venus Williams | Květa Peschke Katarina Srebotnik    | 6–2, 6–3      |
| 2012 | Wimbledon (5)       | Venus Williams | Andrea Hlaváčková Lucie Hradecká    | 7–5, 6–4      |

## Danh hiệu Granslam đôi nam nữ (4)

### Vô địch (2)
| Năm  | Giải       | Người đánh cặp | Đối thủ trận chung kết         | Tỉ số    |
| 1998 | Wimbledon  | Max Mirnyi     | Mahesh Bhupathi Mirjana Lučić  | 6–4, 6–4 |
| 1998 | Mỹ Mở rộng | Max Mirnyi     | Patrick Galbraith Lisa Raymond | 6–2, 6–2 |

### Á quân (2)
| Năm  | Giải         | Người đánh cặp | Đối thủ trận chung kết          | Tỉ số         |
| 1998 | Pháp Mở rộng | Luis Lobo      | Justin Gimelstob Venus Williams | 6-4, 6-4      |
| 1999 | Úc Mở rộng   | Max Mirnyi     | Mariaan de Swardt David Adams   | 6-4, 4-6, 7-6 |

## Danh hiệu (39)

### Đơn
| Legend                |
| Grand Slam (18)       |
| Cúp Grand Slam (1)    |
| WTA Championships (1) |
| Tier I (8)            |
| Tier II (10)          |
| Tier III (0)          |
| Tier IV & V (0)       |

| Titles by Surface |
| Cứng (20)         |
| Đất nện (2)       |
| Cỏ (2)            |
| Thảm (4)          |

| STT                 | Ngày                 | Giải                                 | Mặt sân          | Đối thủ              | Tỉ số            |
| 1.                  | 22 tháng 2 năm 1999  | Paris, Pháp                          | Thảm             | Amélie Mauresmo      | 2-6, 6-3, 7-6(4) |
| 2.                  | 1 tháng 3 năm 1999   | Indian Wells, Hoa Kỳ                 | Cứng             | Steffi Graf          | 6-3, 3-6, 7-5    |
| 3.                  | 9 tháng 8, 1999      | Los Angeles, Hoa Kỳ                  | Cứng             | Julie Halard-Decugis | 6-1 6-4          |
| 4.                  | 30 tháng 8 năm 1999  | Mỹ Mở rộng, New York, Hoa Kỳ         | Cứng             | Martina Hingis       | 6-3, 7-6(4)      |
| 5.                  | 27 tháng 9, 1999     | Munich, Đức (Cúp Grand Slam)         | Cứng             | Venus Williams       | 6-1, 3-6, 6-3    |
| 6.                  | 14 tháng 2 năm 2000  | Hanover, Đức                         | Thảmhảm Thảm     | Denisa Chládková     | 6-1, 6-1         |
| 7.                  | 7 tháng 8, 2000      | Los Angeles, Hoa Kỳ                  | Cứng             | Lindsay Davenport    | 4-6, 6-4, 7-6(1) |
| 8.                  | 2 tháng 10, 2000     | Tōkyō, Nhật Bản (Princess)           | Cứng             | Julie Halard-Decugis | 7-5, 6-1         |
| 9.                  | 1 tháng 3 năm 2001   | Indian Wells, Hoa Kỳ                 | Kim Clijsters    | 4-6, 6-4, 6-2        |                  |
| 10.                 | 13 tháng 8 năm 2001  | Toronto, Canada                      | Cứng             | Jennifer Capriati    | 6-1, 6-7(7), 6-3 |
| 11.                 | 29 tháng 10 năm 2001 | WTA Tour Championships, Munich, Đức  | Cứng             | Lindsay Davenport    | walkover         |
| 12.                 | 25 tháng 2 năm 2002  | Scottsdale, Hoa Kỳ                   | Cứng             | Jennifer Capriati    | 6-2, 4-6, 6-4    |
| 13.                 | 18 tháng 3 năm 2002  | Miami, Hoa Kỳ                        | Cứng             | Jennifer Capriati    | 7-5, 7-6(4)      |
| 13 tháng 5 năm 2002 | Roma, Ý              | Đất nện                              | Justine Henin    | 7-6(6), 6-4          |                  |
| 15.                 | 27 tháng 5 năm 2002  | Pháp Mở rộng, Paris, France          | Đất nện          | Venus Williams       | 7-5, 6-3         |
| 16.                 | 24 tháng 6 năm 2002  | Wimbledon, Luân Đôn, Vương quốc Liên | Cỏ               | Venus Williams       | 7-6(4), 6-3      |
| 17.                 | 26 tháng 8 năm 2002  | Mỹ Mở rộng, New York, Hoa Kỳ         | Cứng             | Venus Williams       | 6-4, 6-3         |
| 18.                 | 16 tháng 9, 2002     | Tōkyō, Nhật Bản (Princess)           | Cứng             | Kim Clijsters        | 2-6, 6-3, 6-3    |
| 19.                 | 9 tháng 9, 2002      | Leipzig, Đức                         | Thảm             | Anastasia Myskina    | 6-3, 6-2         |
| 20.                 | 13 tháng 1, 2003     | Úc Mở rộng, Melbourne, Úc            | Cứng             | Venus Williams       | 7-6(4), 3-6, 6-4 |
| 21.                 | 3 tháng 2, 2003      | Paris, Pháp                          | Thảm             | Amélie Mauresmo      | 6-3, 6-2         |
| 22.                 | 17 tháng 3 năm 2003  | Miami, Hoa Kỳ                        | Cứng             | Jennifer Capriati    | 4-6, 6-4, 6-1    |
| 23.                 | 23 tháng 6 năm 2003  | Wimbledon, Luân Đôn, Vương quốc Liên | Cỏ               | Venus Williams       | 4-6, 6-4, 6-2    |
| 24.                 | Miami, Hoa Kỳ        | Cứng                                 | Elena Dementieva | 6-1, 6-1             |                  |
| 25.                 | 20 tháng 9 năm 2004  | Bắc Kinh, Trung Quốc                 | Cứng             | Svetlana Kuznetsova  | 4-6, 7-5, 6-4    |
| 26.                 | 17 tháng 1 năm 2005  | Úc Mở rộng, Melbourne, Úc            | Cứng             | Lindsay Davenport    | 2-6, 6-3, 6-0    |
| 27.                 | 27 tháng 1 năm 2007  | Úc Mở rộng, Melbourne, Úc            | Cứng             | Maria Sharapova      | 6-1, 6-2         |
| 28.                 | 31 tháng 3, 2007     | Miami, Hoa Kỳ                        | Cứng             | Justine Henin        | 0-6, 7-5, 6-3    |

### Đôi (11)
| Legend                |
| Grand Slam (6)        |
| Olympic Gold (1)      |
| WTA Championships (0) |
| Tier I (1)            |
| Tier II (2)           |
| Tier III (1)          |
| Tier IV & V (0)       |

| STT | Ngày                | Giải                           | Người đánh cặp                      | Đối thủ                             | Tỉ số            |
| 1.  | 23 tháng 2 năm 1998 | Oklahoma City, H.K.            | Venus Williams                      | Catalina Cristea Kristine Kunce     | 7-5, 6-2         |
| 2.  | 12 tháng 10, 1998   | Zürich Mở rộng, Thụy Sĩ        | Venus Williams                      | Mariaan de Swardt Elena Tatarkova   | 5-7, 6-1, 6-3    |
| 3.  | 15 tháng 2 năm 1999 | Hamburg, Đức                   | Venus Williams                      | Alexandra FHoa Kỳi Nathalie Tauziat | 5-7, 6-2, 6-2    |
| 4.  | 24 tháng 5, 1999    | Pháp Mở rộng, Paris            | Venus Williams                      | Martina Hingis Anna Kournikova      | 6-3, 6-7(2), 8-6 |
| 5.  | 30 tháng 8 năm 1999 | Mỹ Mở rộng, Thành phố New York | Venus Williams                      | Chanda Rubin Sandrine Testud        | 4-6, 6-1, 6-4    |
| 6.  | 26 tháng 6 năm 2000 | Wimbledon, Vương quốc Liên     | Venus Williams                      | Julie Halard Ai Sugiyama            | 6-3, 6-2         |
| 7.  | 18 tháng 9, 2000    | Thế vận hội Mùa, Sydney, Úc    | Kristie Boogert Miriam Oremans      | 6-1, 6-1                            |                  |
| 8.  | 15 tháng 1 năm 2001 | Australian Open, Melbourne     | Venus Williams                      | Lindsay Davenport Corina Morariu    | 6-2, 4-6, 6-4    |
| 9.  | 24 tháng 6 năm 2002 | Venus Williams                 | Virginia Ruano Pascual Paola Suárez | 6-2, 7-5                            |                  |
| 10. | 24 tháng 9 năm 2002 | Leipzig, Đức                   | Alexandra Stevenson                 | Janette Husárová Paola Suárez       | 6-3, 7-5         |
| 11. | 13 tháng 1 năm 2003 | Australian Open, Melbourne     | Venus Williams                      | Virginia Ruano Pascual Paola Suárez | 4-6, 6-4, 6-3    |

- A = không tham gia giải đấu
- SR = the ratio of the number of singles tournaments won to the number of those tournaments played
- LQ = thua ở vòng loại
- 1 Nếu tính cả số lần tham dự Fed Cup (3-0), kỷ lục thắng thua tổng cộng là 355-77.
- ² Won 3 matches in the 1997 qualifying tournament to reach the main draw.